# Lonchaea populnea
Lonchaea populnea är en tvåvingeart som beskrevs av Mcalpine 1964. Lonchaea populnea ingår i släktet Lonchaea och familjen stjärtflugor. Inga underarter finns listade i Catalogue of Life.